# Cynogale bennettii
La civeta nutria o pescadora (Cynogale bennettii) es una especie de mamífero carnívoro de la familia Viverridae. Es endémica de las islas de Borneo, Java y Sumatra, así como de la península malaya, en peligro de extinción.
Es la única especie del género monotípico Cynogale.

## Subespecies
Se reconocen las siguientes subespecies:
- Cynogale bennettii bennettii
- Cynogale bennettii  lowei